# Sparks (Geórgia)
Sparks é uma cidade  localizada no estado americano de Geórgia, no Condado de Cook.

## Demografia
Segundo o censo americano de 2000, a sua população era de 1755 habitantes.
Em 2006, foi estimada uma população de 1785, um aumento de 30 (1.7%).

## Geografia
De acordo com o United States Census Bureau tem uma área de 10,2 km², dos quais 9,5 km² cobertos por terra e 0,7 km² cobertos por água.

## Localidades na vizinhança
O diagrama seguinte representa as localidades num raio de 24 km ao redor de Sparks.